# 花样滑冰

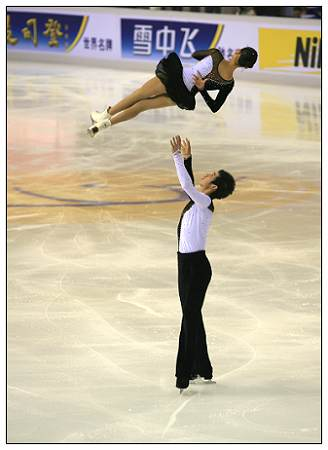

花式溜冰是項由單人、雙人或團體以冰刀在冰面上划出图形並表演技術動作的體育活動。這項運動在1908年成為奧林匹克運動會的項目
，其四個現行奧運競賽項目包括男子單人滑、女子單人滑、雙人滑以及冰舞，非奧運競賽項目包括團體滑與四人滑。在成人組賽事中，選手表演短節目與自由滑兩種內容，其中包含旋转、跳跃、轉體、托举、拋跳、螺旋線以及其他元素。

## 術語

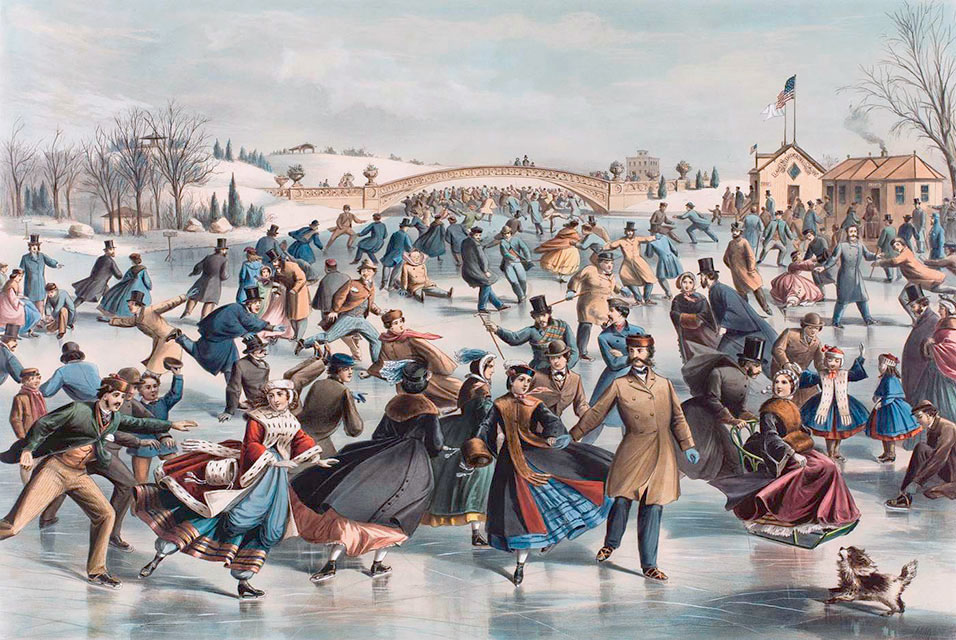
一幅描繪十九世紀滑冰場面的1862年版畫。

術語「職業」在花式滑冰中，指的並不是技術等級而是競技狀態。參加最高等級國際賽事的花样滑冰运动员並非「職業運動員」，而被稱作「業餘」運動員，即便其中有些人靠滑冰賺了錢。職業花式滑冰運動員包括失去國際滑冰總會賦予之權利者，以及僅在滑冰秀中表演者。他們可能是退役的前奧運及世界冠軍，也可能是極少或從未參加國際競賽的運動員。

## 歷史
花式溜冰大約於18世紀中時期開始以一種體育運動形式出現於英國，西元一七七二年，英國人瓊斯. 羅伯特（ Robert Jones ) 主編的＜ 花式溜冰論文 >（ A Treatise of figure skating ) 是目前已知最早的一部介紹花式溜冰的文獻；十九世紀初葉，花式溜冰陸續在歐洲大陸，美國等國流行。而國際滑冰總會於1892年在瑞士正式成立，並制定出該項目的比賽規則，例如：比賽場地至少要長56米、寬26米，冰的厚度不可少於3厘米。
國際滑冰總會規定，每年舉行一次歐洲花式滑冰錦標賽以及世界錦標賽等賽事。此后，花式溜冰也被列为冬奥会比赛项目。

## 型式
花式溜冰項目可以分為4個小項，分別為：單人溜冰、雙人溜冰、冰上舞蹈和集體溜冰，但冬季奧運會只設單人溜冰、雙人溜冰和冰上舞蹈三項，單人滑再分為男子項目以及女子項目，而雙人滑項目與冰上舞蹈都是由一男一女所組成，因此，冬季奧運會的花式溜冰共有4個小項。單人及雙人規定花式項目又稱為「短曲」，參賽者必須於時間限制之內完成所有規定動作。自選花式項目又稱為「長曲」 參賽選手之表演服裝並無任何限制，可由參賽選手們自由發揮。

### 單人溜冰
單人滑冰於奧運上分為男子項目以及女子項目，評分上沒有重大分別，都是以運動員的動作難度、種類、乾淨利落程度、優美度以及速度方面評分。而比賽分為短曲項目和長曲項目，與雙人滑冰一樣，都是按於首天短曲項目，次天為長曲項目。
在單人滑中的短曲（Short Program）表演中，不論是男子或女子運動員，都必須於160秒（2分40秒±10秒）的限定時間中完成一套由跳躍、旋轉、組合跳躍、組合旋轉等7個動作與連續步編排而成的節目，得分約占運動員總得分的三分之一。
而在長曲（Free skating）方面，不論男女運動員都要在4分鐘內完成一套編排均衡，由跳躍、旋轉、步法及各種姿態的滑行動作組成的節目，得分約佔運動員總得分其余三分之二。

### 雙人溜冰
雙人滑與單人滑相同，都包括了短節目和自由滑，雙人滑須由一男一女所組成。和單人滑相同，首天的賽事為雙人短節目，次天是雙人自由滑，雙人短節目得分佔總得分的三分之一，後者佔總得分的三分之二。
雙人滑的兩個項目都要男女二人共同進行，運動員除了要有單人技術外，也要做出一些规定動作，例如：「單臂或雙臂頭上撐舉」、「雙人旋轉」、「螺旋線」、「抛跳」等，此外可選用單人滑的全部自由滑動作內容以及動作進行編排。

### 冰上舞蹈
冰上舞蹈源於花樣滑冰，較偏重於舞蹈，強調以動作來表達音樂，由一男一女組成。
冰上舞蹈的比賽是按照規定舞蹈、創編舞蹈和自由舞蹈順序進行。
規定舞蹈的動作得佔總得分的三成。國際滑聯技術委員會每年會公佈包括一個華爾茲舞在內的四個規定舞蹈。在比賽前夕會以抽籤決定運動員需跳的兩個規定舞蹈。每個舞蹈的評分包括了「技術分」和「節奏分」兩項。
而創編舞蹈規定可選擇一套舞蹈，並規定時間爲2分鐘。評分包括了「編排分」和「表演分」兩項，佔分總得分30%。而最後的自由舞蹈是指「自選的舞蹈步法」和「新編排而成的整套舞蹈」，須自選音樂，比賽時間爲4分鐘。評分會按運動員的「技術水平分」和「藝術印象分」給予，得分佔總分數的一半。
2010年賽事後，國際滑冰聯盟投票終止編創舞蹈和規定舞蹈的部分，改由short dance短曲和 free dance長曲兩個項目。

## 各項目節目構成要素

### 成年組Senior
16歲或以上
| 項目 | 短曲 | 長曲 |
| ---- | --- | --- |
| 男單 | 時間：2分40秒±10秒 - 一個二週或三週半跳 - 一個三週跳或四週跳 - 一個3+2以上的組合跳 - 一個跳接旋轉 - 一個包含一次換腳的燕式旋轉或蹲轉 - 一個包含一次換腳的組合旋轉 - 兩套不同的步法（直線型、圓形或蛇紋型），2010-2011賽季起改為一套步法 | 時間：4分±10秒 - 7組跳躍 - 3個旋轉（包括一個組合旋轉、一個單一姿勢的旋轉、一個跳接旋轉） - 兩組步法（包括一套編舞的步法和一套環繞全場的步法） ¤ 組合跳最多三組，包含一組三連跳 ¤ 三週以上跳躍同一種同圈數最多安排兩次，其中一次必須放在連跳，且整套節目只能重複兩種跳躍，例如：4Lo 3F 3Lo 4T+2T 4T 3A+1Lo+3F 3S+3T ¤ 在短曲後半段的最後一組跳躍，長曲後半段的最後三組跳躍，會有10%的加分 |
| 女單 | 時間：2分40秒±10秒 - 一個二週或三週半跳 - 一個三週跳 - 一個3+2或3+3的組合跳 - 一個跳接旋轉 - 一個不換腳的弓身旋轉或燕式旋轉或蹲轉 - 一個包含一次換腳的組合旋轉 - 一套步法（直線型、圓形或蛇紋型） - 一套螺旋步法，2010-2011賽季起已取消 | 時間：4分±10秒 - 7組跳躍 - 3個旋轉(包括一個組合旋轉、一個單一姿勢的旋轉、一個跳接旋轉) - 兩組步法（包括一套編舞的步法和一套環繞全場的步法） ¤ 組合跳最多三組，包含一組三連跳 ¤ 三週以上跳躍同一種同圈數最多安排兩次，其中一次必須放在連跳，且整套節目只能重複兩種跳躍，例如：2A 3Lz 3F+3T 3S 3Lz+2T+2Lo 3S+3Lo 2A ¤ 在短曲後半段的最後一組跳躍，長曲後半段的最後三組跳躍，會有10%的加分  |
| 雙人 | 時間：2分40秒±10秒 - 一個指定動作的撐舉 - 一個兩圈或三圈的捻轉 - 一個兩圈或三圈的拋跳 - 一個兩圈或三圈的跳躍 - 一個指定用刃的螺旋線 - 一套環繞全場的步法 - 一個包含一次換腳的单人联合旋轉                                               | 時間: 4分±10秒 - 三組撐舉 - 一組捻轉 - 二組拋跳 - 一組跳躍 - 一組組合跳躍 - 一組双人联合旋轉 - 一組螺旋線 (与短节目不同) - 一組環繞全場的步法 |
| 冰舞 | 時間：2分50秒±10秒 - 兩個不同風格的舞型（一個當年度指定風格，一個自選） - 一組分開的步法 - 一組接觸步法 - 一組捻转步 - 一組托舉，男舞者雙手不可高舉超過頭。（包含曲線型、直線型、旋轉型、固定型）                                       | 時間：4分±10秒 - 三組不同樣式的托舉（由曲線型、直線型、旋轉型、固定型擇三） - 一組冰舞旋轉 - 一組捻转步 - 一組直線步法（中線型或對角線型） - 一組曲線步法（S型或圓形） - 兩組編排的動作（由托舉、twizzles、旋轉擇二） |

## 著名運動員

### 男子单人溜冰
- 俄羅斯 - 阿列克謝·亞古丁 冬奥会：'02冠军；世锦赛：'98-'00,'02冠军，'01亚军，'97季军
- 俄羅斯 - 普魯申科 冬奥会：'06冠军，'02,'10亚军；世锦赛：'01,'03,'04冠军，'99亚军，'98季军
- 瑞士 - 史蒂芬·兰比尔 冬奥会：'06亚军；世锦赛：'05,'06冠军，'04,'07季军
- 日本 - 羽生結弦 冬奥会：'14,'18冠軍；世锦赛：'14,'17冠軍，'15,'16,'19亞軍，'12,'21季軍
- 加拿大 - 陳偉群 冬奧會：'14亞軍；世錦賽：'09,'10亞軍，'11,'12,'13冠軍
- 西班牙 - 哈維爾·費南德茲 冬奥会：'18季军；世锦赛：'15,'16冠军，'13,'14季军
- 美国 - 周知方 世青賽：'17冠軍； 世锦赛：'19,'22季軍

### 女子单人溜冰
- 東德 - 卡特琳娜·维特 冬奧會：'84,'88冠軍；世錦賽：'84,'85,'87,'88冠軍，'82,'86亞軍。
- 美国 - 塔拉·利平斯基 冬奥会：'98冠军；世锦赛：'97冠军。
- 美国 - 關穎珊 冬奥会：'98亚军，'02季军；世锦赛：'96,'98,'00,'01,'03冠军，'97,'99,'02亚军，'04季军。
- 中国 - 陈露 冬奥会：'94,'98季军；世锦赛：'95冠军，'96亚军，'92,'93季军。
- 美国 - 格雷西·戈爾德 冬奥会：'14殿军；世锦赛：'15,'16殿军。
- 美国 - 阿什莉·瓦格纳 世锦赛：'12殿军，'16亚军。
- 美国 - 劉美賢 世锦赛：'22季军。
- - 金妍儿 冬奧會：'10冠軍,'14亞軍；世锦赛：'09,'13冠军，'10,'11亚军，'07,'08 季军。
- 日本 - 荒川靜香 冬奧會：'06冠軍；世锦赛：'04冠军。
- 日本 - 浅田真央 冬奧会：'10亞軍；世锦赛：'08,'10,'14冠军，'07亚军，'13季军 。
- 日本 - 坂本花織 冬奥会：'22季軍；世锦赛：'22冠軍。
- 義大利 - 卡羅琳娜·科斯特內爾 冬奧會：'14季軍；世锦赛：'12冠军，'08,'13亚军，'05,'11,'14 季军。
- 俄羅斯 - 伊琳娜·斯卢茨卡娅 冬奥会：'02亚军，'06季军；世锦赛：'02,'05冠军，'98,'99,'01亚军，'96季军。
- 俄羅斯 - 伊莉莎維塔·圖克塔米謝娃 世锦赛：'15冠军,'21亞军。
- 俄羅斯 - 尤利婭·利普尼茨卡婭 世锦赛：'14亞军。
- 俄羅斯 - 艾蓮娜·拉迪奧諾娃 世锦赛：'15亞军。
- 俄羅斯 - 安娜·波格里拉婭 世锦赛：'16季军，'14殿军。
- 俄羅斯 - 葉甫根尼婭·梅德韋傑娃 冬奥会：'18亞軍；世锦赛：'16,'17冠军,'19季军。
- 俄羅斯 - 阿麗娜·扎吉托娃 冬奥会：'18冠軍；世锦赛：'19冠軍。
- 俄羅斯 - 安娜·謝爾巴科娃 冬奥会：'22冠軍；世锦赛：'21冠軍。
- 俄羅斯 - 亞歷山德拉·特魯索娃  冬奥会：'22亞軍；世锦赛：'21季軍。

### 双人溜冰
- 德国 - 阿利安娜·萨维琴科 / 罗宾·索尔科维（英语：Robin Szolkowy） 冬奥会：'10季军；世锦赛：'08,'09,'11,'12冠军，'10亚军，'07季军
- 俄羅斯 - 塔提亚娜·托特米安妮娜（英语：Tatiana Totmianina） / 马辛·马列宁（英语：Maxim Marinin） 冬奥会：'06冠军；世锦赛：'04,'05冠军，'02,'03亚军
- 加拿大 - 米根·迪阿梅尔 / 艾瑞克·拉德福德 冬奥会：'18季军；世锦赛：'15,'16冠军，'13,'14季军
- 中国 - 申雪 / 趙宏博 冬奥会：'02季军,'06季军,'10冠軍；世锦赛：'02,'03,'07冠军，'99,'00,'04亚军，'01季军
- 中国 - 龐清 / 佟健 冬奥会：'10亚军；世锦赛：'10冠军，'06冠军，'07亚军，'04,'11季军
- 中国 - 張丹 / 張昊 冬奥会：'06亚军；世锦赛：'05季军，'06,'08,'09亚军
- 中国 - 隋文靜 / 韓聰 冬奥会：'18亚军，'22冠军；世锦赛：'15,'16亞军，'17,'19冠军

### 冰舞
- 美国 - 梅莉·戴維斯 / 查理·懷特（冬奥会：'10亚军，14冠军；世锦赛：'11,'13冠军，'10,'12亚军）
- 加拿大 - 泰莎·沃尔图 / 斯科特·莫伊尔 （冬奥会：'10,'18冠军，'14亚军；世锦赛：'10,'12,'17 冠军，'08,'11,'13亚军，'09季军
- 法國 - 加布里埃拉·帕帕达吉斯/纪尧姆·西泽龙 （冬奥会：'22冠军）
- 俄羅斯 - 维多利亚·西尼齐娜/尼基塔·卡察拉波夫 （冬奥会：'22亚军）
- 美国 -麦迪逊·哈贝尔/扎卡里·多诺霍（冬奥会：'22季军）

## 相關比賽
- 冬季奥林匹克运动会花样滑冰比赛
- 世界花样滑冰锦标赛
- 国际滑冰联盟花样滑冰大奖赛
- 四大洲花样滑冰锦标赛
- 欧洲花样滑冰锦标赛
- 台灣花式滑冰錦標賽

## 外部連結
- 國際滑冰總會